# Samuel Dulski
Samuel Dulski herbu Przegonia – podstoli latyczowski w 1742 roku, stolnik parnawski w latach 1721-1735.
Sędzia kapturowy ziemi halickiej w 1733 roku.